# Олів'є Ренар
Олів'є Ренар (фр. Olivier Renard, нар. 24 травня 1979, Ла-Лув'єр) — бельгійський футболіст, що грав на позиції воротаря, зокрема, за «Мехелен», а також молодіжну збірну Бельгії.

## Клубна кар'єра
У дорослому футболі дебютував 1996 року виступами за команду клубу «Шарлеруа», в якій провів три сезони в статусі резервного голкіпера. 
1999 року перспективного бельгійця підписав італійський «Удінезе», на контракті з яким Ренар перебував до 2005 року. Утім за головну команду клубу з Удіне бельгієць жодного матчу у чемпіонаті не провів, натомість регулярно віддавався в оренду, провівши за цей період кар'єри по декілька ігор за рідний «Шарлеруа», а також італійські ж «Модену» і «Наполі».
2005 року повернувся на батьківщину, де на той час вже досить досвідчений за віком голкіпер почав нарешті отримувати регулярну ігрову практику у складі  «Стандарда» (Льєж).
А по-справжньому основним воротарем команди Ренар став лише у своєму останньому клубі, «Мехелені», кольори якого захищав протягом 2008–2013 років.

## Виступи за збірні
1997 року дебютував у складі юнацької збірної Бельгії, взяв участь у 17 іграх на юнацькому рівні.
З того ж 1997 року залучався до складу молодіжної збірної Бельгії. На молодіжному рівні зіграв у 7 офіційних матчах. Був учасником молодіжного Євро-2002, на якому бельгійці не подолали груповий етап.